# Vonzo
Vonzo è una frazione del comune di Chialamberto, nella città metropolitana di Torino. Fino al 1831 fu un comune autonomo.

## Geografia fisica
È situato a 1231 m sul livello del mare su un altopiano morenico nelle valli di Lanzo.

## Storia

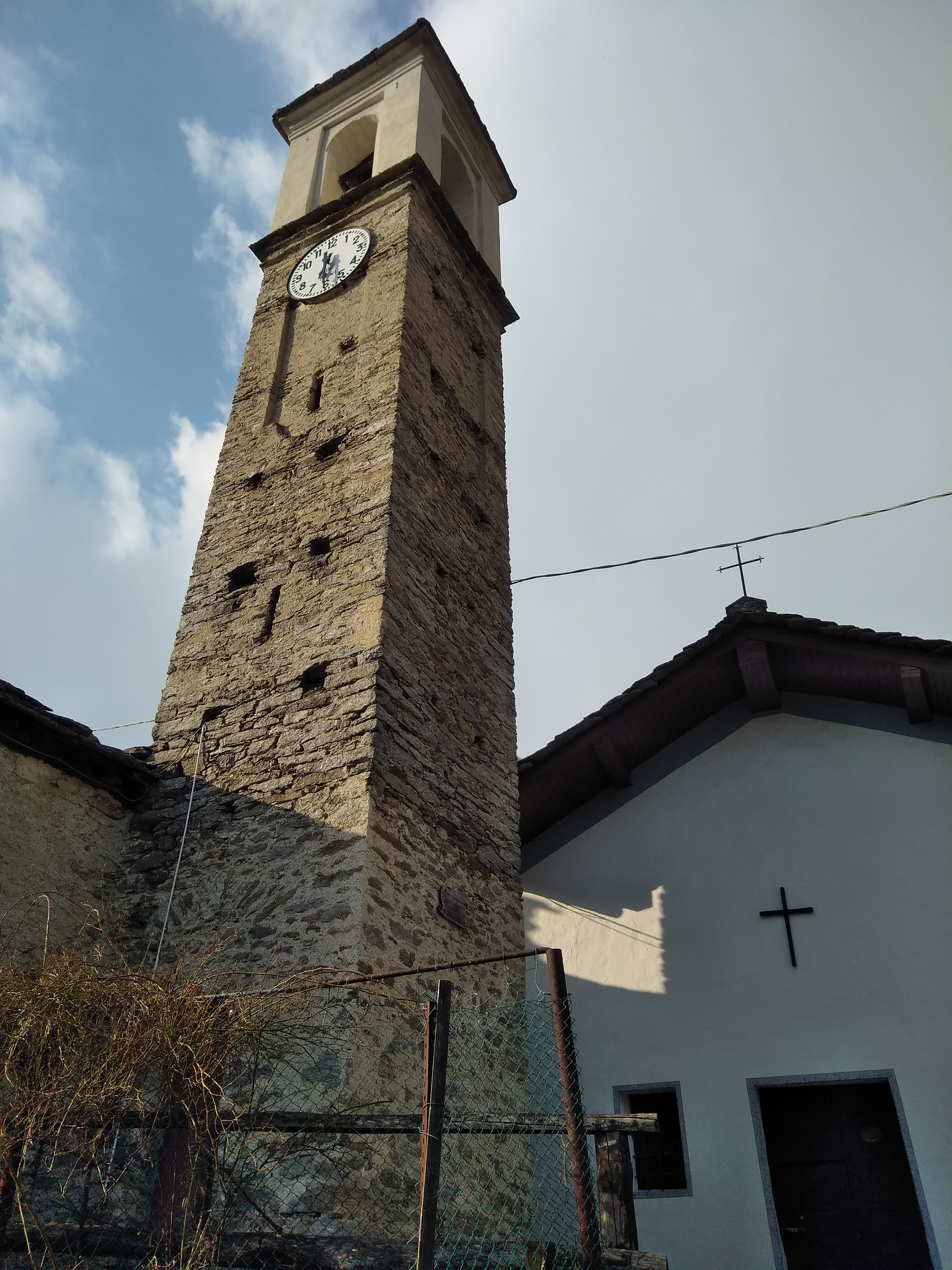
La chiesa di Vonzo

Nel XVIII secolo era un comune autonomo con circa 40 famiglie residenti il quale, nel 1831, fu aggregato insieme a Mottera al comune di Chialamberto. Il piccolo centro abitato ha mantenuto l'aspetto dell'epoca.

## Luoghi di interesse

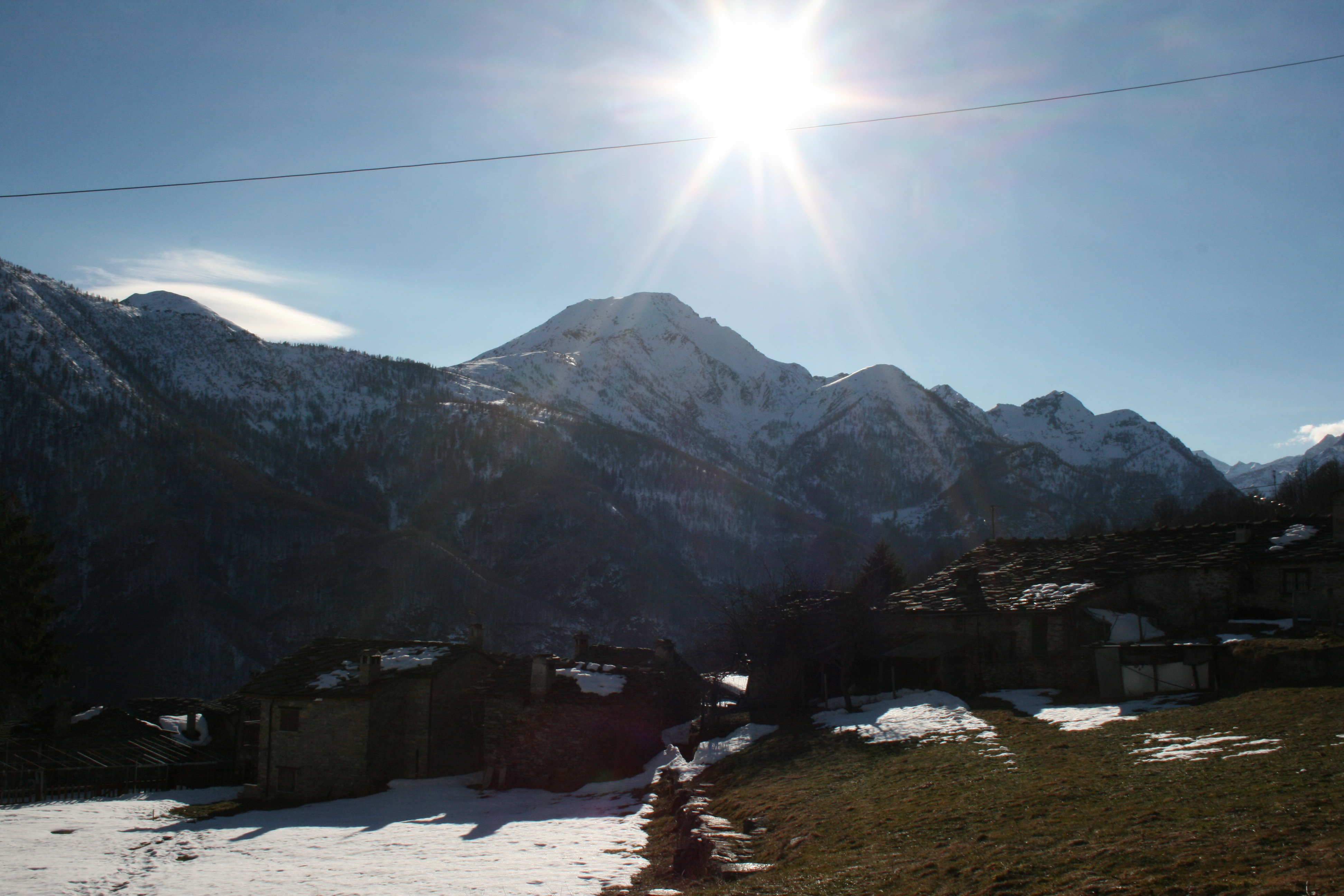
Vonzo e il monte Dubia

Nel territorio si trovano luoghi di interesse come il Roc delle masche o i Castej d'le Rive, particolari fenomeni erosivi ai quali il CAI di Lanzo ha dedicato l'allestimento di un sentiero didattico. Inoltre è punto di partenza per varie escursioni tra le quali la salita al Santuario del Ciavanis e alla Bellavarda.